# Hylophilodes parallela
Hylophilodes parallela är en fjärilsart som beskrevs av W. Warren 1916. Hylophilodes parallela ingår i släktet Hylophilodes och familjen trågspinnare. Inga underarter finns listade i Catalogue of Life.